# Where Grass Won't Grow
Albums de George Jones
I'll Share My World with You
(1969) Will You Visit Me on Sunday?
(1970)
Where Grass Won't Grow est un album de l'artiste américain de musique country George Jones. Cet album est sorti en 1969 sur le label Musicor Records.

## Liste des pistes
| No  | Titre                        | Auteur         | Durée |
| --- | ---------------------------- | -------------- | ----- |
| 1.  | Where Grass Won't Grow       | Montgomery     | 3:12  |
| 2.  | For Better or for Worse      | Miller, Noack  | 2:18  |
| 3.  | If Not for You               | Jerry Chesnut  | 2:58  |
| 4.  | Until I Remember You're Gone | Dallas Frazier | 2:24  |
| 5.  | Barbara Joy                  | Noack          | 2:18  |
| 6.  | No Blues Is Good News        | Noack          | 2:26  |
| 7.  | Same Old Boat                | Wallace        | 2:09  |
| 8.  | Old Blue Tomorrow            | Edwards        | 2:15  |
| 9.  | Shoulder to Shoulder         | Frazier        | 2:20  |
| 10. | She's Mine                   | Jones, Ripley  | 2:55  |

## Positions dans les charts
Album – Billboard (Amérique du nord)
| Année | Chart          | Position |
| ----- | -------------- | -------- |
| 1969  | Albums country | 15       |